# Městské opevnění (Bardejov)
Městské opevnění Bardejova tvoří zachovalý obranný systém sestávající z hradeb a bašt, pocházející z druhé poloviny 14. století. Tato jedinečná historická památka Bardejova představuje nejkompletnější pevnostní systém z opevnění středověkých měst na Slovensku.

## Historie

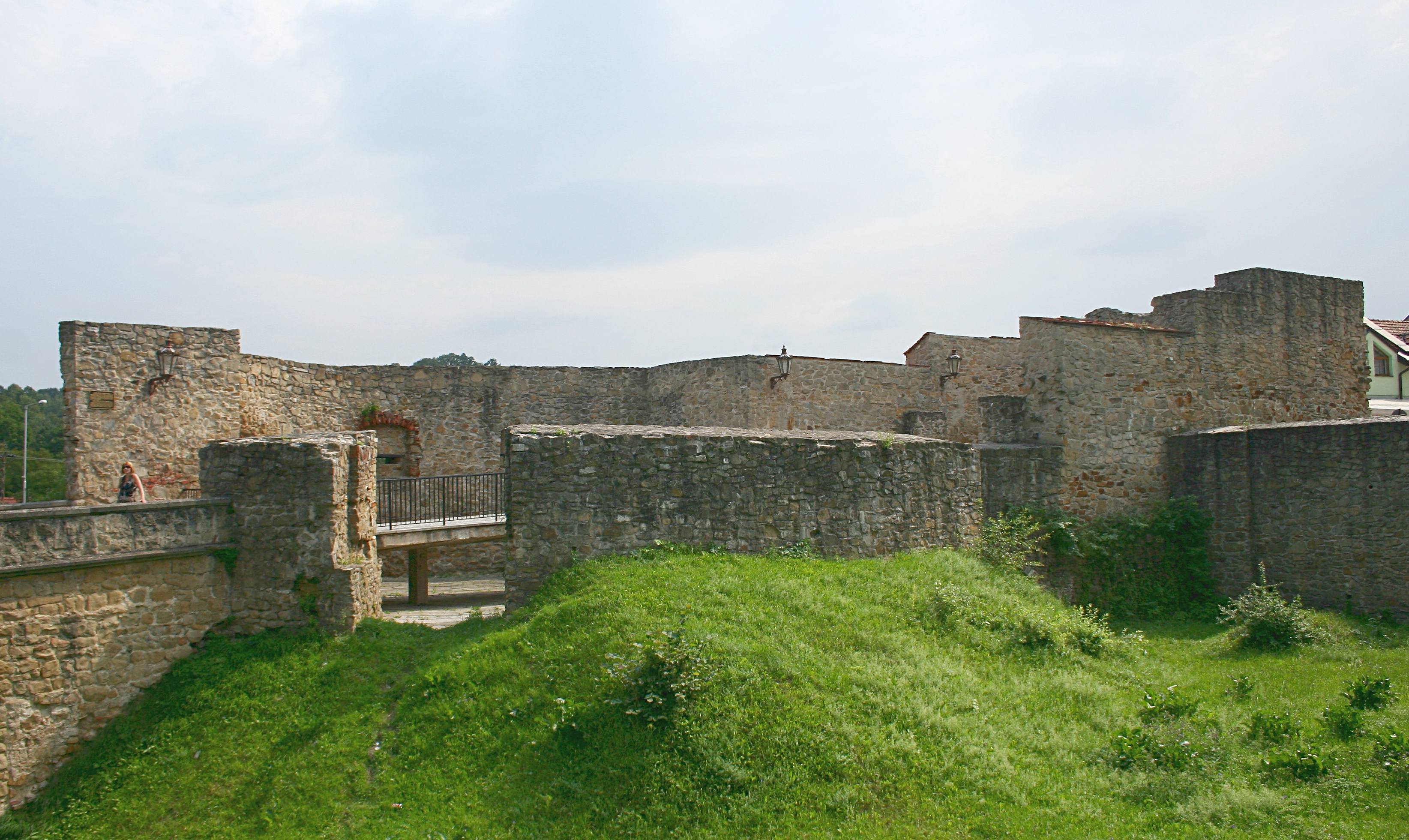
Z nadzemní zachovalé části pevnostního systému je i zdivo Dolní brány s kamenným dvouobloukovým mostem. Bránu zbourali kolem roku 1821. Stav po konzervaci.

Už začátkem 14. století nastal nebývalý rozvoj někdejší královské vesnice, prosperující nejen ze zemědělství, ale i z řemesel a obchodu. K rozmachu významnou měrou přispěly privilegia uherských panovníků, což v konečném důsledku vyústilo v přerod královské obce na svobodné královské město. Privilegium krále Ludvíka I. Velkého z Anjou z roku 1352 povolovalo Bardejovčanům mimo jiné i opevnit město hradbami a baštami. Tímto oprávněním se vytvořil předpoklad pro pozdější ucelený urbanisticko-architektonický vývoj území uvnitř městských hradeb.
Opevňování Bardejova představovalo významnou nákladnou záležitost, která se z tohoto důvodu protáhla na několik století. Postup prací byl současně ovlivňován naléhavostí zabezpečení jednotlivých exponovaných úseků. Jako jedna z nejdůležitějších součástí opevnění byly městské brány. Ty se začaly budovat v průběhu 14. století, ale už v následujícím století prošly podstatnými stavebními úpravami. 

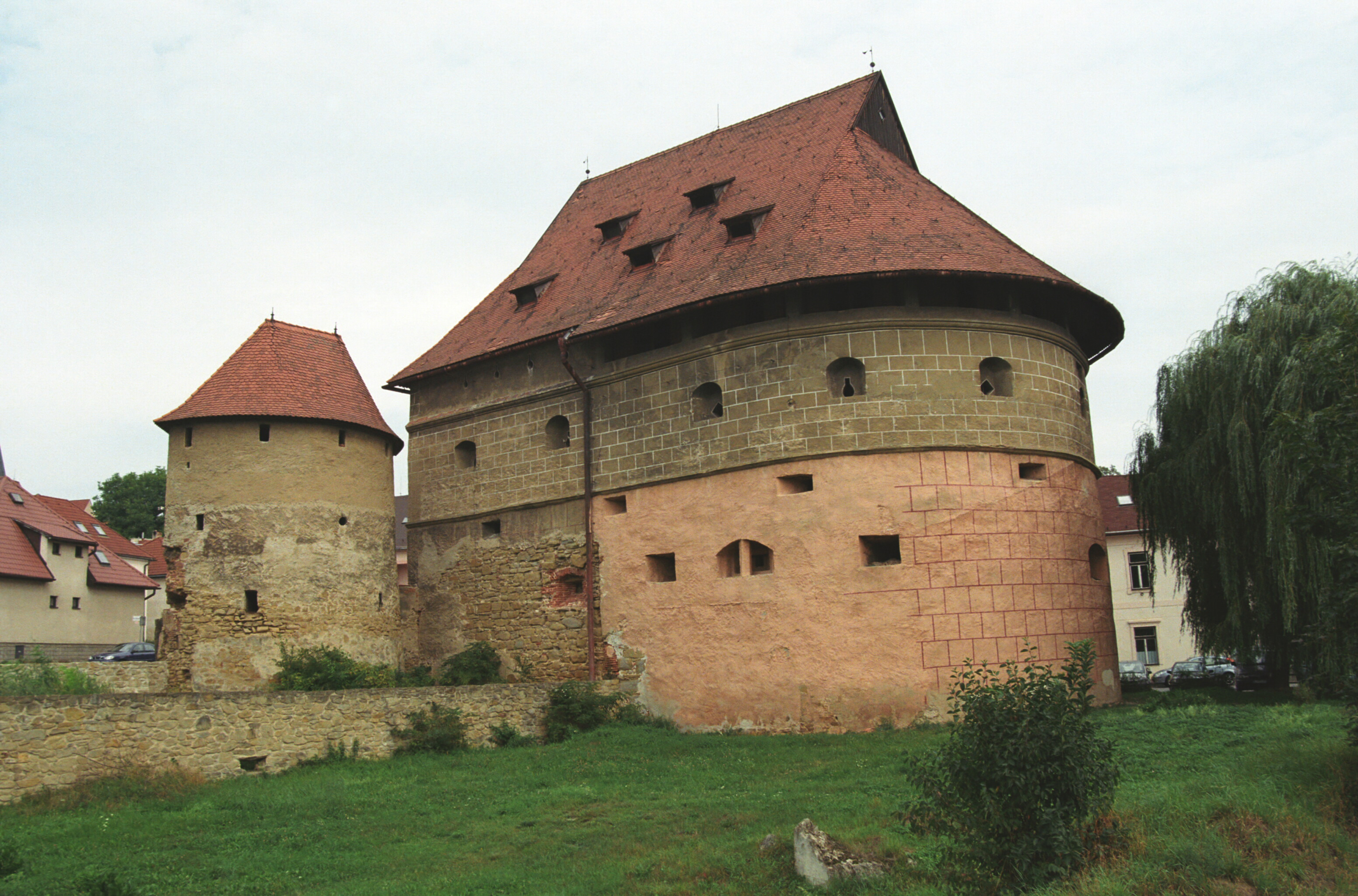
Jihovýchodní fasáda Hrubé bašty. Vlevo od ní stojí bašta zvaná Malá.

V důsledku husitského ohrožení a okupace severních hranic Uherska polskými vojsky začátkem 15. století začala druhá etapa opevňovacích prací. Podle dobových zápisů trvaly od roku 1420 do roku 1441. V této fázi opevňování města byla vybudována hlavní obranná zeď, která zajistila nejen účinnou ochranu města a jeho obyvatel ale i umožňovala obráncům podnikat výpady proti nepřátelům. Účinnost obrany městských hradeb byla zvýšena vyhloubením vodních příkopů, obklopujících téměř celé město. Práce vedl bardejovský měšťan, mistr Mikuláš. Vodní příkop byl rozdělen na několik úseků, z nichž každý měl své pojmenování, např. Horní rybník, Dolní rybník, Velký příkop. Z tohoto období pochází důležitý záznam, podle kterého se v roce 1428 vybudovala značná část opevnění a to i za finančního přispění krále Zikmunda Lucemburského. Upravovaly se i městské brány, které v letech 1421–1439 doplnily mosty, většinou dřevěné, pouze most vedoucí k Horní bráně byl kamenný.
V další fázi opevňování byly postaveny bašty, doplňující pevnostní systém na nejvíce ohrožených úsecích. Podle záznamů z roku 1440 se postavili čtyři věže. Vystavěním důmyslně konstruovaných barbakanů byl městský pevnostní systém dobudován. 

## Stavební podoba
Opevnění Bardejova tvoří jedinečný komplex zdí, bašt a bran, který se zachoval téměř v původní podobě a z velké části nad terénem. Zaniklé úseky jsou prokazatelně doloženy pod terénem. Téměř v původním profilu se zachovaly i vodní příkopy na východní a jihozápadní straně. Městské brány se nedochovaly. Dnes jsou patrné pouze zbytky jejich vnějších zdí. Za unikátní lze považovat počet zachovaných středověkých bašt. Devět se zachovalo v téměř původní podobě, dvě byly v pozdějším období zabudovány do novějších objektů.

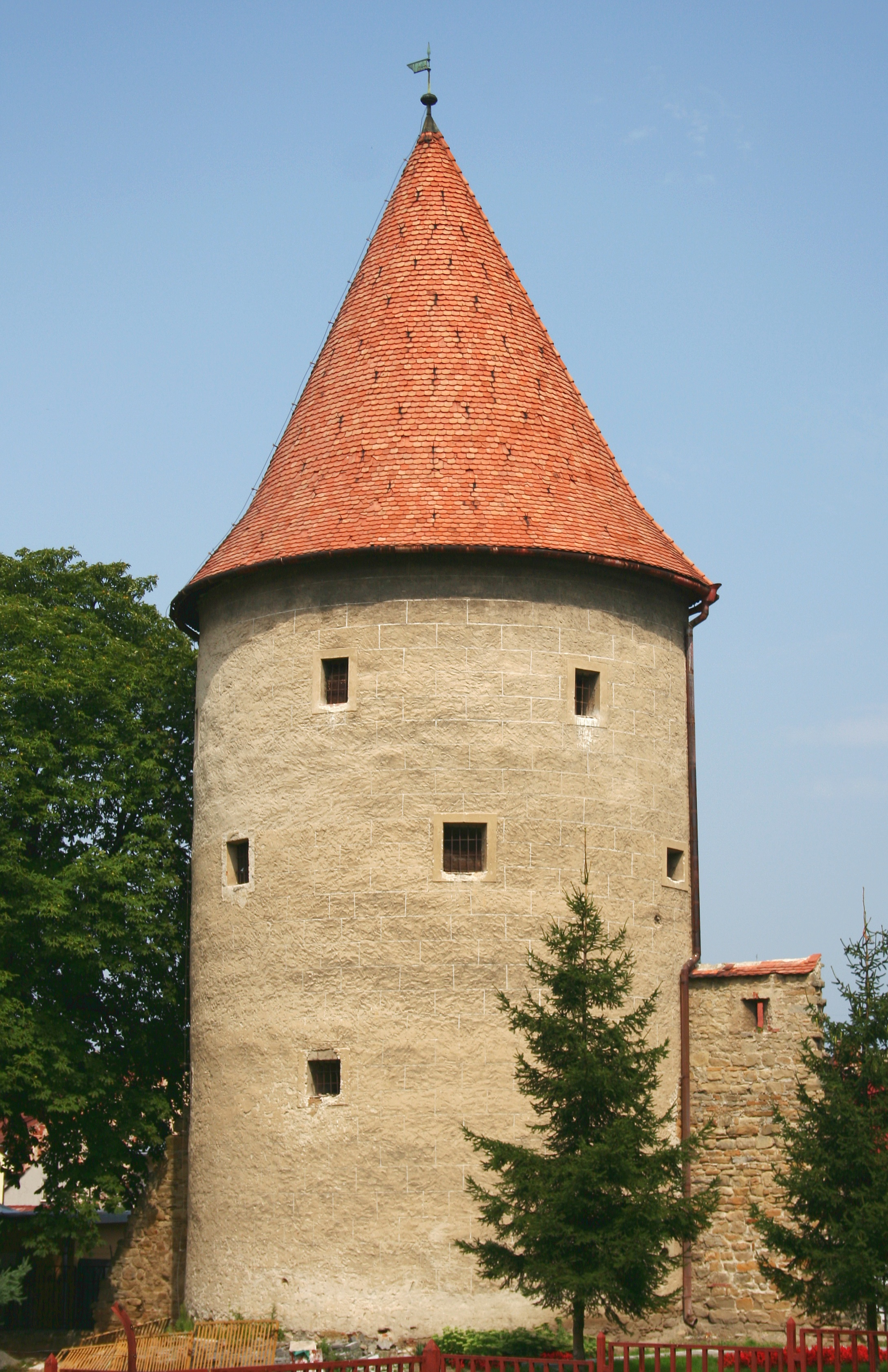
Školní bašta

Opevnění, které se začalo budovat po udělení privilegia v roce 1352 sestávalo z dvojité obranné zdi zabezpečené baštami a vodními příkopy. Bezpečnost bran byla zesílena barbakany, které tvořily vlastní brána, opevněné předbraní a padací most přes vodní příkop. Vodní příkopy byly v době ohrožení plněny vodou z okolních vodních zdrojů, případně z městského vodovodu.
Hlavní obranná zeď, stavěná z lomového pískovce, měla ze strany města dřevěný ochoz, původně otevřený, později překrytý dřevěnou stříškou. Na nejexponovanějších úsecích byly vystavěny na kruhových nebo čtyřhranných půdorysech bašty. Vstup do bašt zajišťovaly ze strany města těžké kované brány. Jejich vzhled odpovídal funkci: některé sloužily pouze pro potřeby lehkooděnců, v dalších, mohutnějších se soustřeďovalo dělostřelectvo. Některé z bašt byly doplněny uměleckou, zejména sgrafitovou výzdobou. Byly dvou až čtyřpodlažní. Podlaží byla zaklenuta klenbou nebo překryta trámovými stropy. Na každém podlaží byly ve zdech střílny podle druhu používaných zbraní. Pozoruhodné bylo pojmenování jednotlivých bašt. Nesly jména cechů, které je bránily, pojmenovávány byly podle tvaru, podle místa, na kterém stály, nebo po některých významných obyvatelích města. 
V souvislosti s městskými branami, podle dobového dokumentu z roku 1665 (Historische Beschreibungen der ungarischen Kriegsemporungen 1392–1607), zajímavě vyznívá skutečnost, že z obranných důvodů byla otevřena vždy jen jedna brána, a to každý den jiná.

### Bašty
Jsou nejpozoruhodnějším pozůstatkem městského opevnění. Mezi opevněními středověkých měst na Slovensku se jich zachoval největší počet a všechny v téměř původním stavu.
Jejich výstavba navazovala na ukončení stavebních prací na základních obranných zařízeních. Podle dochovaných zpráv z první poloviny 15. století se v roce 1440 postavili čtyři věže, další následovaly v letech 1441 a 1443–1444. Výstavba trvala až do počátku 16. století.
Čtyřhranná baštaBašta s jehlancovou střechou a vikýři stojí na čtyřhranném půdorysu. Nejjižnější postavená bašta byla funkčně zaměřena na posilování obrany strategické Horní brány. V některých pramenech se označuje jako Prašná bašta, což nasvědčuje, že sloužila jako výrobna a skladiště zbraní a střelného prachu. V padesátých letech 20. století byla adaptována pro účely depozitu Šarišského muzea.
Klášterní baštaTřípodlažní bašta se zachovalými konzolami na uchycení ochozu obíhajícího kolem zdi stojí v zahradě františkánského kláštera. Ve spodních podlažích jsou zachovány původní gotické klenby.
Školní baštaNejzápadněji položená čtyřpodlažní bašta s jehlancovitou střechou stojí na čočkovitém půdorysu. Má zachovány původní střílny, částečně přestavěné na okna. Po stranách má viditelné stopy po napojení na obrannou zeď. Označuje se také jako Vodní bašta, protože v její blízkosti se nacházelo vodovodní potrubí vedoucí vodu z pramene v katastru Rurná. V souvislosti s pramenem se v městských účetních knihách připomíná městský zaměstnanec Röhrmeister, který měl na starosti městský vodovod.
Renesanční baštaKromě předsunuté Severní bašty (není nedílnou součástí opevnění) je Renesanční bašta nejseverněji položenou městskou baštou. Své pojmenování dostala podle renesanční výzdoby atiky z roku 1582. Představuje typ otevřené (nezastřešené) bašty.
Červená baštaNazývaná i Královská, za své pojmenování vděčí červenému kvádrování. Mezi střílnami na severovýchodní straně je patrný pozůstatek malby, pocházející z roku 1597.
Severní baštaSoučástí městského opevnění je i Severní (také Archivní) bašta, předsunutá třípodlažní věž na severním okraji města před vodní věží. Svůj druhý název dostala podle zde uložených archivních fondů.
Velká baštaJe postavena přímo ve vodním příkopu. Stojí na půlkruhovém půdorysu, zakončená je obyčejnou střechou. Dnes je v ní depozitum Šarišského muzea.
Hrubá baštaNa podkovovitém půdorysu postavili tuto nejmohutnější baštu městského opevnění. Stojí na jihovýchodním okraji města. O její důležité strategické a obranné funkci svědčí fakt, že tloušťka zdiva dosahuje až 3,5 metru. Obranu zajišťovaly kanóny umístěné v dělových komorách na prvním a druhém patře.
Malá baštaMalá bašta tvoří jeden stavební celek s Hrubou baštou. Postavili ji na polokruhovitém půdorysu a sloužila jako sklad střeliva.
Kromě dodnes zachovaných městských bašt byly součástí obranného systému i další, dnes již neexistující bašty. Většina z nich už neexistuje vůbec, z některých se zachovaly terénní základy (např. nárožní bašta). Některé zanikly kolem poloviny 19. století, jiné musely ustoupit výstavbě ve 20. století.

### Brány
Středověký Bardejov byl přístupný původně čtyřmi hlavními branami a několika malými brankami pro pěší. Jejich výstavba patřila mezi priority stavebních prací na městském opevnění. Začaly se budovat v průběhu 14. století, v průběhu 15. století byly upravovány (v letech 1421–1439 byly doplněny padacími mosty přes vodní příkop). Ani jedna z městských bran se do dnešních dnů nedochovala.
Dolní bránaNacházela se na severovýchodě města a její součástí byl barbakan a příkop podkovovitého tvaru. Přes ni se zachoval dvojobloukový kamenný most, který nahradil původní dřevěný zvedací. Bránu přestavěli v letech 1426–1427. Bránu, kterou nazývali i Obručnická (Reuffertor) zbourali kolem roku 1821.
Horní bránaZ jihu uzavírala vstup do města Horní brána, kterou v letech 1405–1407 přestavěl mistr Matej z Norimberku na tzv. třicítkový hrad. Z obranných důvodů byla brána lomená do pravého úhlu s představeným barbakanem. Do něj se vstupovalo přes zvedací dřevěný most, v roce 1770 nahrazen kamenným. Brána byla zrušena v roce 1843.
Z barbakanu Horní brány se zachovala část zdiva a kameny vyztužený vodní příkop. Zbytky zdiva se nacházejí i pod úrovní terénu.
Západní bránaTato brána zajišťovala vstup do města ze západní strany. Nazývala se i Stará nebo Wallova brána (Wallentor) podle nedaleko bydlícího měšťana Šimona Walla. Ze všech bran je nejvíce zdokumentována. Byla to třípatrová, čtyřhranná věž se střílnami a arkýřem. Od roku 1725 byly na ní umístěny věžní hodiny. Jako "Hodinová brána" sloužila do roku 1878, kdy byla po požáru zbourána.
Poslední z hlavních městských bran byl menší průchod v severních hradbách zvaný prostě Branka (Törlein), postavený mezi farním kostelem a farou.